# بارا حمیدپور
بارا حمیدپور (به لاتین: Bara Hamidpur) یک روستا در بنگلادش است که در استان باریسال و در ناحیه باریسال واقع شده است.